# Риди-Крик
Риди-Крик (англ. Reedy Creek) — река в США, на западе штата Западная Виргиния. Приток реки Литл-Канова, которая в свою очередь является притоком реки Огайо. Составляет около 36 км в длину; площадь водосборного бассейна — 344 км².
Берёт начало от слияния рек Лефт-Форк (25,6 км) и Райт-Форк (7,6 км) близ города Риди. Таким образом, длина Риди-Форк вместе с рекой Лефт-Форк составляет почти 62 км. Река Лефт-Форк начинается на западе округа Рон, примерно в 11 км к юго-западу от города Спенсер и течёт преимущественно в северном направлении в округ Уэрт. Райт-Форк начинается на северо-западе округа Рон и течёт на запад. От места слияния двух рек Риди-Крик продолжает течь в северном направлении. Около 79 % от бассейна реки занимают леса, около 20 % занимают сельскохозяйственные угодья.